# 977 Philippa
A 977 Philippa (ideiglenes jelöléssel 1922 LV) a Naprendszer kisbolygóövében található aszteroida. Benyiamin Zsehovszkij fedezte fel 1922. április 6-án, Algírban.